# Institut de Seguretat Pública de Catalunya
L'Institut de Seguretat Pública de Catalunya (ISPC) és el centre de formació del personal dels diversos col·lectius professionals de la seguretat catalana: Mossos d'Esquadra, policies locals, policies portuàries, Bombers de la Generalitat de Catalunya, Bombers de Barcelona, personal de Protecció Civil, Agents Rurals. De la mateixa manera, supervisa els centres i els programes formatius del personal de seguretat privada. És un organisme autònom adscrit al Departament d'Interior de la Generalitat de Catalunya. També funciona com a centre universitari adscrit a la Universitat de Barcelona, on s'imparteix el grau de Seguretat. Els òrgans de govern, assessorament i Direcció de l'ISPC es regulen a la seva Llei de creació.
Les finalitats principals de l'Institut són: a) la formació dels membres dels serveis de seguretat públics i privats, de prevenció i extinció d'incendis i de salvaments, d'emergències, de protecció civil i de vigilància, control i protecció ambientals; b) la creació, la gestió, la difusió i l'aplicació del coneixement tècnic per a seleccionar, promocionar i desenvolupar aquests col·lectius professionals d'acord amb la normativa que els regula i c) la promoció de l'estudi i la recerca en l'àmbit de la seguretat.
El curs acadèmic 2014-2015 l'ISPC va passar a ser un centre universitari adscrit a la Universitat de Barcelona, que imparteix el Grau en Seguretat, així com alguns cursos de Màster.
Des de l'octubre de 2022, l'Institut és dirigit per la Senyora Marta Roca i Fina.

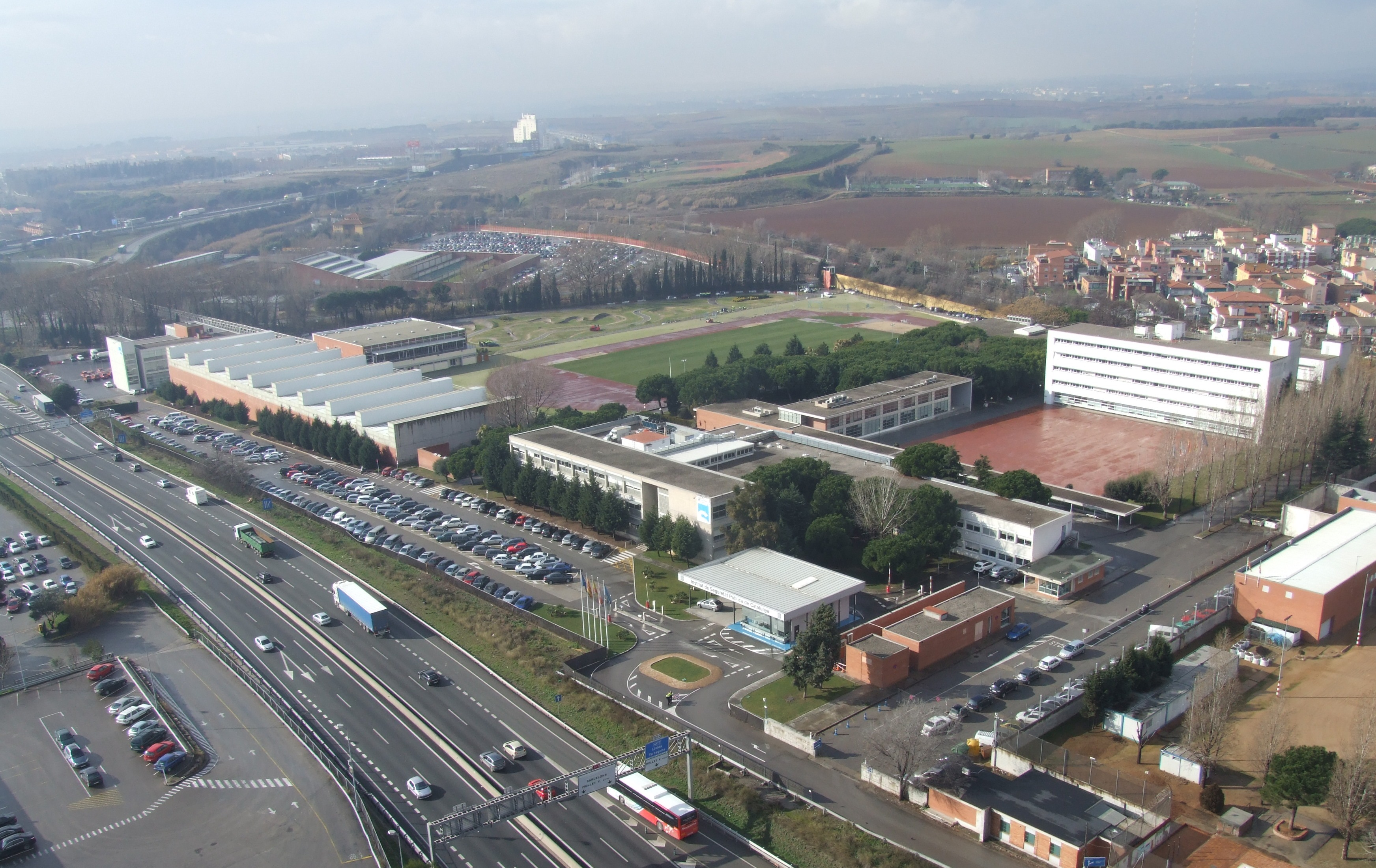
Vista aèria de l'ISPC

## Història
Els orígens de l'ISPC es remunten a un primer Centre de Formació situat a l'avinguda Pearson de Barcelona, inaugurat el 12 de juliol del 1983 per tal de formar les primeres promocions del cos de Mossos d'Esquadra en ple procés de refundació. A l'acte d'inauguració no hi van assistir ni el delegat del govern ni els quatre governadors civils, ja que exigien que la Junta de Seguretat de Catalunya havia d'haver aprovat prèviament el programa de formació. El primer director del centre fou Ildefons Valls.
Poc després la Llei 27/1985 va crear oficialment l'Escola de Policia de Catalunya, ja a Mollet del Vallès. En aquell moment tenia per objectiu principal la formació de les futures promocions de Mossos d'Esquadra que havien d'omplir un cos que, fins aquell moment, tenia tan sols uns centenars de membres i era purament simbòlic. També havia de ser l'escola on es formessin els membres de les policies locals catalanes. El següent director de la institució va ser des del desembre del 1988 el polèmic Jesús Maria Rodés., qui aprofitaria el gran impuls que van significar els Jocs Olímpics del 1992 per fer de l'escola la seu de les proves de tir olímpic i així poder construir les instal·lacions amb l'envergadura necessària per a les futures promocions. Gràcies a la tasca de l'Escola el 1994 va poder començar el desplegament dels Mossos d'Esquadra començant per la comarca d'Osona. Rodés, però, va acabar sent cessat i per aquest motiu el novembre del 1994 el director de l'Escola va passar a ser Francesc Falgueras fins al juliol del 1996.
L'Ordre ECO/319/2014, de 15 d'octubre, aprova l'adscripció de l'Institut de Seguretat Pública de Catalunya a la Universitat de Barcelona i la implantació de l'estudi universitari oficial de grau en seguretat. Un sistema propi de formació universitària que desenvolupi les estratègies que les organitzacions requereixen i que responguin a les demandes de personal expert en seguretat.

## Organització
L'Institut és seu de diferents escoles que formen els funcionaris públics de Catalunya en matèria de seguretat. De la direcció de l'Institut depenen els següents òrgans.

### Escola de Policia de Catalunya
L’Escola de Policia de Catalunya, dintre de l’àmbit de la seguretat, dirigeix la detecció de les necessitats formatives, dissenya, desenvolupa i supervisa el contingut docent, a més de supervisar els processos d’avaluació que s'estableixin per acreditar o no la superació de les activitats de formació en matèria de seguretat. És el centre oficial de formació dels efectius dels Mossos d'Esquadra, així com de la resta de Policies Locals de Catalunya i és dirigit per un comandament dels Mossos d'Esquadra, en l'actualitat per la Comissària Cristina Manresa.
De l’Escola de Policia de Catalunya, en depenen l’Àrea d’Instructors de Policia, l’Àrea de Continguts de Formació Policial i el Servei de Formació Policial.

### Escola de Bombers, Protecció Civil i Agents Rurals de Catalunya
L’Escola de Bombers, Protecció Civil de Catalunya, dintre de l’àmbit de la prevenció i extinció d’incendis i de salvaments, dirigeix la detecció de les necessitats formatives, dissenya, desenvolupa i supervisa el contingut docent, a més de supervisar els processos d’avaluació que s'estableixin per acreditar o no la superació de les activitats de formació en matèria de seguretat. És el centre de formació del Cos de Bombers de la Generalitat, així com del Cos de Bombers de l'Ajuntament de Barcelona, els voluntaris de Protecció Civil de Catalunya i del Cos d'Agents Rurals. L'escola és dirigida, actualment, per un Inspector del Cos de Bombers de la Generalitat.
De l’Escola de Bombers i Protecció Civil de Catalunya en depenen  l’Àrea d’Instructors i de Continguts en Riscos, Emergències i Protecció Civil i el Servei de Formació en Riscos, Emergències i Protecció Civil.

### Sub-direcció General d’Administració i Suport Acadèmic
La Sub-direcció General d’Administració i Suport Acadèmic és l’encarregada de dirigir les funcions d’administració i gestió dels serveis generals i règim interior, i dels recursos humans i materials de l’Institut, així com la tresoreria i l’elaboració de l’avantprojecte de pressupost.
També exerceix la coordinació tècnica dels processos de reconeixement acadèmic de la formació impartida. Així, dirigeix els processos de convalidació, homologació o reconeixement de programes formatius realitzats per altres entitats al Pla d’estudis de l’Institut.

### Sub-direcció General de Formació Universitària, Recerca i Gestió del Coneixement
Aquesta Subdirecció coordina les formacions relacionades amb el desenvolupament de la carrera professional dels col·lectius de la seguretat, els riscos i les emergències, amb la implantació de plans de formació universitària, i amb l’elaboració del criteris tècnics necessaris per a les polítiques i activitats de l’Institut. De la mateixa manera, dirigeix la difusió institucional, les comunicacions i les publicacions de l’Institut, i impulsa la col·laboració amb empreses i institucions per a la creació i la transferència del coneixement en seguretat. També realitza una tasca de coordinació amb la Universitat de Barcelona per a l'ensenyament del Grau en Seguretat que s'imparteix al centre des del 2014, així com de diversos Màsters universitaris, com el de Direcció Estratègica de Seguretat.

## Instal·lacions[13]
L'Institut de Seguretat Pública de Catalunya ocupa un recinte de 17 hectàrees entre els municipis de Mollet del Vallès i Parets del Vallès. El campus compta amb diversos edificis i pavellons destinats tant a la formació dels aspirants i estudiants, com a la direcció del centre.

L'edifici A és la seu del govern de l'Institut, de la Direcció i de les principals àrees de gestió administratives i de serveis.

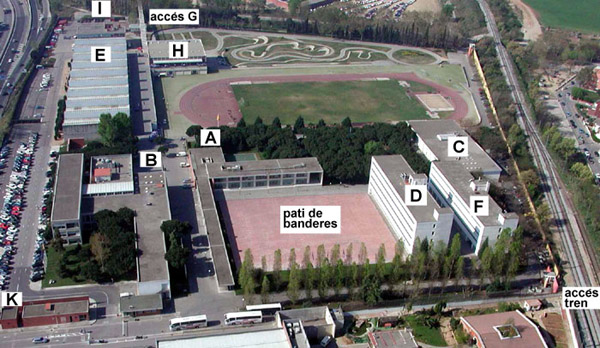
Imatge aèria de l'ISPC, amb els diferents edificis indicats.

L'edifici B acull 13 aules de diferents capacitats i diversos serveis administratius. A més, compta amb un auditori per a més de 380 persones de capacitat destinat a actes institucionals i jornades acadèmiques. Per altra banda, és la seu del Centre de Coneixement de la Seguretat (CCS) fundat el 2010 el qual compta amb biblioteca, hemeroteca, cartoteca, recursos digitals i accés a dipòsits cooperatius (RECERCAT, RACO). El CCS disposa d'un fons documental de més de 38.000 documents. Es pot consultar a través del Catàleg de les Biblioteques Especialitzades de la Generalitat de Catalunya.
L'edifici C acull el servei de cafeteria i menjador, de gran capacitat i per a l'ús exclusiu d'alumnat, docència i funcionariat de l'Institut i les aules destinades als ensenyaments universitaris.
A l'edifici D hi ha l'Àrea d'Instructors de Policia i aules destinades a l'Escola de Policia.
A l'edifici E hi ha el pavelló poliesportiu, de grans dimensions, i que compta amb un camp de futbol sala, de bàsquet i d'un tatami per a la realització de classes d'arts marcials. El soterrani acull l'anomenat Bulevard. Aquest espai, de més de 2.000 m2 reprodueix una confluència de carrers pròpia de qualsevol espai urbà: una plaça, un passeig, establiments comercials (banc, bar, farmàcia, gasolinera, discoteca, joieria, forn, armeria, bingo, supermercat, etc.) i dos espais institucionals (una comissaria i una sala de vistes per a fer judicis).
Al Bulevard es fan aplicacions interdisciplinàries i es completa tot el circuit de l'actuació policial, començant per la intervenció al carrer, passant per les actuacions a la comissaria i acabant a la sala de vistes. Amb aquesta finalitat, totes les instal·lacions estan dissenyades i equipades per simular-hi les activitats pròpies de cadascuna.
A l'edifici F hi ha la residència d'alumnes i la Unitat d'Assistència Mèdica.
L'edifici G és un equipament està destinat a les pràctiques de tir dels cossos policials i els aspirants a policia. A més de les galeries de 10 m, 25 m i 50 m per a les pràctiques, hi ha unes aules per a la formació teòrica del tir i per a la manipulació de les armes de foc. A les galeries, hi fan pràctiques d'aprenentatge de tir l'alumnat del Curs de Formació Bàsica per a Policies, i també són utilitzades pels professionals de la policia de Catalunya per a les seves pràctiques ordinàries, així com per alumnes d'altres cursos que requereixen una especialització més gran en tècniques de tir.
També s'hi troba l'Àrea d'aplicació per a la investigació de delictes. En aquest espai de simulacions hi ha la reproducció de tres pisos (petit, mitjà i dúplex) amb els equipaments corresponents, en els quals es fan pràctiques de policia científica. A l'exterior de l'edifici es troba un gran pàrquing destinat a l'estacionament dels vehicles de l'alumnat de l'Institut.
L'edifici H disposa d'aules per a la formació d'estudiants de diversos àmbits de la seguretat.
L'edifici I és la seu de l'Escola de Bombers, Protecció Civil i Agents Rurals. Compta amb aules per a la formació teòrica dels diferents cursos, així com espais per a la formació pràctica, com un simulador de fuites (rack), un contenidor o un pou de pràctiques.
L'edifici K allotja el Cos de Guàrdia de l'Institut i el control d'accés al mateix.
Pel que fa als espais exteriors, destaquen un circuit de conducció, una pista d'atletisme o un camp de futbol. També s'hi troba el pati de banderes, un espai que actua com a centre de l'Institut, amb molts dels edificis situats al seu entorn, i on diàriament formen els aspirants a policia davant de les banderes oficials corresponents.

## Publicacions
Des del 1997, en època del llavors director de l'Escola Amadeu Recasens, l'ISPC publica la Revista Catalana de Seguretat Pública. En surten dos números cada any i els articles estan escrits per diversos responsables de la seguretat catalana en tots els àmbits així com experts i professors en aquests camps, tant catalans com estrangers.